# ساندرا ديوي
ساندرا ديوي (بالإندونيسية: Sandra Dewi)‏ هي عارضة وممثلة إندونيسية، ولدت في 8 أغسطس 1983 في بانغكال بينانغ في إندونيسيا.

## وصلات خارجية
- ساندرا ديوي على موقع IMDb (الإنجليزية)
- ساندرا ديوي على موقع ألو سيني (الفرنسية)
- ساندرا ديوي على موقع قاعدة بيانات الفيلم (الإنجليزية)
- ساندرا ديوي على موقع كينوبويسك (الروسية)